# Hugo von Schauer
Hugo rytíř von Schauer (1. dubna 1862 Leibnitz – 3. dubna 1920 Tregist) byl rakousko-uherský, respektive předlitavský státní úředník a politik, v letech 1917–1918 ministr spravedlnosti Předlitavska.

## Biografie
V letech 1880–1884 studoval na univerzitě v Štýrském Hradci, kde roku 1885 získal titul doktora práv. Pracoval pak ve státních službách v justici, od roku 1893 přímo na ministerstvu spravedlnosti, kde se roku 1909 stal sekčním šéfem. Významně se podílel na tvorbě zákonů v oblasti soukromého práva.
Za vlády Ernsta Seidlera se stal ministrem spravedlnosti, nejdříve jako provizorní správce rezortu. Post si udržel i v následující vládě Maxe Hussarka. Funkci zastával od 23. června 1917 do 25. října 1918.